# Protodoris
Protodoris is een geslacht van halfvleugeligen uit de familie van de Thaumastocoridae. Het geslacht werd voor het eerst wetenschappelijk beschreven door Nel in Waller & De Ploeg.

## Soorten
Het genus bevat de volgende soort:

- Protodoris minusculus Nel & De Ploëg, 2004